# Chiesa di San Giorgio Martire (Oriolo Romano)
La chiesa di San Giorgio Martire, o anche solo chiesa di San Giorgio, è la parrocchiale di Oriolo Romano, in provincia e diocesi di Viterbo; fa parte della zona pastorale di Vetralla.

## Storia
Attorno al 1560 il signore di Veiano Giorgio Santacroce il Giovane fondò il borgo di Oriolo; a servizio dei coloni del nuovo borgo nel 1564 fu costruita una cappella. 
Quest'ultima venne sostituita pochi anno dopo da un nuovo luogo di culto più grande, iniziato nel 1570 ma non ancora ultimato nel 1573, anno della visita del vescovo di Rieti Alfonso Binarini; fu poi elevato a parrocchiale nel 1577, con giuspatronato affidato ai Santacroce.
Da un registro del 1587 si apprende che in quel periodo la chiesa era stata dotata di un paliotto e di due candelabri e che, per la realizzazione di queste suppellettili, era stato pagato tale mastro Domenico.
Nel 1671 il giuspatronato passò al principe Gaspare Altieri, il quale decise di far riedificare la parrocchiale, incaricando a tal proposito l'architetto Carlo Fontana; i lavori vennero tuttavia sospesi in seguito alla morte di papa Clemente IX.
L'opera fu ricominciata nel 1756; l'arrivo dell'architetto Giuseppe Barberi segnò un ripensamento del rigetto, che nel 1783 venne ridisegnato, ma nemmeno questa volta la chiesa fu completata.
La parrocchiale poté dirsi ultimata in ogni sua parte solo nel 1953 e il 23 aprile 1958 il vescovo Adelchi Albanesi impartì la consacrazione; la chiesa venne poi adeguata alle norme postconciliari nel 1975 mediante l'aggiunta, nel presbiterio, della mensa eucaristica rivolta verso l'assemblea.

## Descrizione

### Esterno
La facciata a salienti della chiesa, rivolta a sudovest, è suddivisa da una cornice marcapiano modanata in due registri, entrambi scanditi da lesene tuscaniche; quello inferiore presenta centralmente il portale maggiore con timpanetto curvilineo e ai lati gli ingressi secondari, sormontati da oculi ciechi, mentre quello superiore è caratterizzato da una finestra e coronato dal frontone di forma triangolare.
Annesso alla parrocchiale è il campanile a base quadrata, la cui cella presenta su ogni lato una monofora ed è coperta dal tetto a quattro falde.

### Interno
L'interno dell'edificio si compone di un'unica navata, sulla quale si affacciano le cappellette laterali e i bracci del transetto, introdotti da archi a tutto sesto, e le cui pareti sono scandite da lesene con capitelli compositi sorreggenti la trabeazione modanata e aggettante sopra la quale si impostano le volte; al termine dell'aula si sviluppa il presbiterio, rialzato di alcuni gradini, delimitato da balaustre e chiuso dall'abside.
Qui sono conservate diverse opere di pregio, tra le quali il fonte battesimale, proveniente dalla precedente parrocchiale, e la tela avente come soggetto San Giorgio a cavallo che uccide il drago.